# (20976) 1981 EA6
A (20976) 1981 EA6 a Naprendszer kisbolygóövében található aszteroida. Schelte J. Bus fedezte fel 1981. március 7-én.